# Nacogdoches
Nacogdoches és una població dels Estats Units a l'estat de Texas. Segons el cens del 2000 tenia 29.914 habitants.

## Demografia
Segons el cens del 2000, Nacogdoches tenia 29.914 habitants, 11.220 habitatges, i 5.935 famílies. La densitat de població era de 457,8 habitants/km².
Dels 11.220 habitatges en un 25,3% hi vivien nens de menys de 18 anys, en un 35,7% hi vivien parelles casades, en un 13,7% dones solteres, i en un 47,1% no eren unitats familiars. En el 33,5% dels habitatges hi vivien persones soles el 9,6% de les quals corresponia a persones de 65 anys o més que vivien soles. El nombre mitjà de persones vivint en cada habitatge era de 2,3 i el nombre mitjà de persones que vivien en cada família era de 3,04.
Per edats la població es repartia de la següent manera: un 20,2% tenia menys de 18 anys, un 30,9% entre 18 i 24, un 22,3% entre 25 i 44, un 15,4% de 45 a 60 i un 11,1% 65 anys o més.
L'edat mediana era de 24 anys. Per cada 100 dones de 18 o més anys hi havia 84,2 homes.
La renda mediana per habitatge era de 22.700 $ i la renda mediana per família de 37.020 $. Els homes tenien una renda mediana de 28.933 $ mentre que les dones 22.577 $. La renda per capita de la població era de 14.546 $. Aproximadament el 20,9% de les famílies i el 32,3% de la població estaven per davall del llindar de pobresa.

## Poblacions més properes
El següent diagrama mostra les poblacions més properes.